# Naoki Yasuzaki
Naoki Yasuzaki (né le 1er août 1969) est un ancien sauteur à ski japonais.

## Palmarès

### Championnats du monde
| Épreuve / Édition | Thunder Bay 1995 |
| Grand Tremplin    | 22e              |
| Par Equipes       | Bronze           |

### Championnats du monde de vol à ski
| Épreuve / Édition | Vikersund 1990 | Planica 1994 | Kulm 1996 |
| Individuel        | 50e            | 31e          | 36e       |

### Coupe du monde
- Meilleur classement final: 28e en 1995.
- Meilleur résultat: 4e.